# Adam Maida
Adam Joseph Maida (East Vandergrift, 18. ožujka 1930.) američki je katolički prelat koji je služio kao nadbiskup Detroita od 1990. do 2009., a uzdignut je u kardinalat 1994. godine. Prethodno je služio kao biskup Green Baya od 1984. do 1990.